# Charles Bronson (prisioneiro)

Charles Bronson (Michael Gordon Peterson, 6 de dezembro de 1952) é um criminoso inglês que é frequentemente referido na imprensa britânica como o "prisioneiro mais violento da Grã-Bretanha".

## História
Em 1974, com 21 anos, Bronson foi preso por um assalto à mão armada. Passou grande parte de sua vida caótica atrás das grades - 30 deles em confinamento solitário e como um paciente no Hospital Broadmoor.
Atualmente encarcerado na prisão de alta segurança de Wakefield, ele passa 23 horas por dia trancado sozinho - sai para tomar sol uma hora por dia, todos os dias, para não sofrer com a falta de vitamina D.